# Sasha Luccioni
Alexandra Sasha Luccioni (née Vorobyova, en 1990) est une informaticienne spécialisée à l'intersection de l'intelligence artificielle (IA) et du changement climatique. Ses travaux portent sur la quantification de l’impact environnemental des technologies de l'IA et sur la promotion de pratiques durables dans le développement de l'apprentissage automatique.

## Jeunesse et éducation
Alexandra Sasha Vorobyova, est née en République socialiste soviétique d'Ukraine en 1990. Quand elle a quatre ans, sa famille déménage en Ontario, au Canada. Son goût pour la science est influencé par les femmes de sa famille : sa mère, sa grand-mère et son arrière-grand-mère ont toutes poursuivi des carrières dans des domaines scientifiques.
Luccioni obtient une licence en sciences du langage de l'Université Paris III : Sorbonne Nouvelle en 2010, puis un master en sciences cognitives, avec une mineure en traitement du langage naturel, à l'École normale supérieure de Paris en 2012. Elle soutient son doctorat en informatique cognitive de l'Université du Québec à Montréal (UQAM) en 2018,. Elle y a développé un modèle cognitif des compétences et des connaissances mobilisées dans le processus de consultation du dictionnaire.

## Carrière
En parallèle de la fin de son doctorat, Luccioni poursuit sa carrière professionnelle chez Nuance Communications en 2017, où elle se concentre sur les techniques de traitement du langage naturel (NLP) et d'apprentissage automatique (ML) pour améliorer les agents conversationnels . Elle rejoint ensuite le Centre de recherche sur l'intelligence artificielle de la banque américaine Morgan Stanley en 2018, où elle travaille sur l’intelligence artificielle (IA) explicable et les systèmes de prise de décision,.
Luccioni quitte en 2019 la banque américaine pour une structure universitaire à but non lucratif, le Mila. Elle devient chercheuse postdoctorale à l'Université de Montréal et à Mila, collaborant avec l'informaticien Yoshua Bengio sur un projet intitulé Ce climat n'existe pas. Cette initiative utilise des réseaux antagonistes génératifs pour visualiser les effets du changement climatique. Durant cette période, elle contribue également à intégrer l'équité et la responsabilité dans l'enseignement de l'apprentissage automatique à Mila.
Luccioni travaille brièvement avec le Global Pulse des Nations Unies en 2021, développant des outils pour surveiller la désinformation sur le COVID-19. Plus tard cette année-là, elle rejoint Hugging Face en tant que chercheuse. Son rôle consiste notamment à quantifier l’empreinte carbone des systèmes d’IA. Elle participe ainsi au développement du package Python codecarbon, qui permet d'estimer la quantité d'équivalent CO2 émis par le cloud ou l'ordinateur personnel sur lequel est lancé un programme. Elle copréside également le groupe de travail sur le carbone dans le cadre du projet Big Science et promeut des pratiques responsables en matière d’apprentissage automatique.
En plus de ses recherches, elle a développé des outils pour mesurer l'impact environnemental des modèles d'IA, communiqué ses résultats par le biais d'engagements médiatiques et présenté ses travaux lors de conférences internationales, notamment une conférence TED,. En 2024, elle est classée dans le classement BBC 100 Women et Time 100 comme faisant partie des 100 personnalités les plus influentes dans l'IA,.